# Мартишко Максим Юрійович
Максим Юрійович Мартишко (6 липня 1994, м. Харків, СРСР) — український хокеїст, нападник. Кандидат у майстри спорту.
Вихованець СДЮСШОР м. Харків. Виступав за «Білий Барс» (Бровари), «Беркут» (Київ), «Гайдамаки» (Вінниця), «Харківські Акули», Донбас Донецьк, Витязь (Харків).
У складі молодіжної збірної України учасник чемпіонатів світу 2011 (дивізіон I) і 2012 (дивізіон IIA). У складі юніорської збірної України учасник чемпіонатів світу 2010 (дивізіон II), 2011 (дивізіон II) і 2012 (дивізіон IIB).
Досягнення
- Чемпіон світу до 18-ти років у дивізіоні II (2011).
- Чемпіон світу до 20-ти років у дивізіоні II (2012).